# Governo Crispi I
Il Governo Crispi I è stato il ventiseiesimo esecutivo del Regno d'Italia, il primo guidato da Francesco Crispi.  
Esso, nato in seguito alle dimissioni del governo precedente, è stato in carica dal 29 luglio 1887 al 28 febbraio 1889 (sebbene già dimissionario dal precedente 28 febbraio), per un totale di 589 giorni, ovvero 1 anno, 7 mesi e 8 giorni.

## Compagine di governo

### Appartenenza politica
| Partito | Partito          | Presidente | Ministri | Sottosegretari | Totale |
| ------- | ---------------- | ---------- | -------- | -------------- | ------ |
|         | Sinistra storica | 1          | 10       | 10             | 21     |

### Situazione parlamentare
NOTA: Ai tempi del Regno d'Italia, poiché secondo lo Statuto Albertino il governo rispondeva nei fatti al solo Re, la fiducia parlamentare in senso moderno non era obbligatoria (ed in tal senso vari sono stati i casi di formazione di un governo palesemente privo di tale supporto). La prassi di determinare la sopravvivenza dell’esecutivo in base al supporto parlamentare, dunque, si è andata sviluppando solo successivamente, specie con l’ascesa dei partiti di massa e con l’introduzione del sistema proporzionale, in tempi molto più tardi rispetto all’unità, ed ufficialmente solo con la Costituzione della Repubblica Italiana. Per questo motivo, il grafico sottostante espone, secondo ricostruzioni e dichiarazioni, nonché secondo la composizione del governo, l’eventuale supporto che questo avrebbe o ha ottenuto.
| Camera              | Collocazione     | Partiti   | Seggi     |
| ------------------- | ---------------- | --------- | --------- |
| Camera dei deputati | Maggioranza      | DEM (317) | 317 / 508 |
| Camera dei deputati | Appoggio esterno | ER (45)   | 45 / 508  |
| Camera dei deputati | Opposizione      | PLC (145) | 145 / 508 |

## Composizione
| Carica                                | Titolare                                                                     | Titolare                                                                     | Titolare                                                                     | Sottosegretario                                                                                   |
| Presidenza del Consiglio dei ministri | Presidenza del Consiglio dei ministri                                        | Presidenza del Consiglio dei ministri                                        | Presidenza del Consiglio dei ministri                                        | Sottosegretario di Stato alla Presidenza del Consiglio                                            |
| ------------------------------------- | ---------------------------------------------------------------------------- | ---------------------------------------------------------------------------- | ---------------------------------------------------------------------------- | ------------------------------------------------------------------------------------------------- |
| Presidente del Consiglio dei ministri |                                                                              |                                                                              | Francesco Crispi (Sinistra storica)                                          | Carica non assegnata                                                                              |
| Ministero                             | Ministri                                                                     | Ministri                                                                     | Ministri                                                                     | Sottosegretario                                                                                   |
| Affari Esteri                         |                                                                              |                                                                              | Francesco Crispi (Sinistra storica)                                          | Abele Damiani                                                                                     |
| Agricoltura, Industria e Commercio    | Bernardino Grimaldi (Sinistra storica) Ad interim (fino al 29 dicembre 1888) | Bernardino Grimaldi (Sinistra storica) Ad interim (fino al 29 dicembre 1888) | Bernardino Grimaldi (Sinistra storica) Ad interim (fino al 29 dicembre 1888) | - Vittorio Ellena (fino al 4 gennaio 1889) - Michele Amadei (dal 4 gennaio 1889)                  |
| Agricoltura, Industria e Commercio    |                                                                              | Luigi Miceli (Sinistra storica) (dal 29 dicembre 1888)                       |                                                                              | - Vittorio Ellena (fino al 4 gennaio 1889) - Michele Amadei (dal 4 gennaio 1889)                  |
| Lavori Pubblici                       |                                                                              |                                                                              | Giuseppe Saracco (Sinistra storica)                                          | Giuseppe Marchiori                                                                                |
| Interno                               |                                                                              |                                                                              | Francesco Crispi (Sinistra storica)                                          | Alessandro Fortis                                                                                 |
| Pubblica Istruzione                   |                                                                              |                                                                              | Michele Coppino (Sinistra storica) (fino al 17 febbraio 1888)                | Filippo Mariotti                                                                                  |
| Pubblica Istruzione                   |                                                                              | Paolo Boselli (Indipendente) (dal 17 febbraio 1888)                          |                                                                              | Filippo Mariotti                                                                                  |
| Guerra                                |                                                                              |                                                                              | Ettore Bertolè Viale (Indipendente)                                          | Giovanni Corvetto                                                                                 |
| Marina                                |                                                                              |                                                                              | Benedetto Brin (Indipendente)                                                | - Carlo Alberto Racchia (fino al 6 novembre 1888) - Enrico Costantino Morin (dal 6 novembre 1888) |
| Finanze                               |                                                                              |                                                                              | Agostino Magliani (Sinistra storica) (fino al 29 dicembre 1888)              | Bonaventura Gerardi                                                                               |
| Finanze                               |                                                                              | Bernardino Grimaldi (Sinistra storica) (dal 29 dicembre 1888)                |                                                                              | Bonaventura Gerardi                                                                               |
| Grazia e Giustizia e Culti            |                                                                              |                                                                              | Giuseppe Zanardelli (Sinistra storica)                                       | Francesco Cocco-Ortu                                                                              |
| Tesoro                                |                                                                              | Agostino Magliani (Sinistra storica) Ad interim (fino al 29 dicembre 1888)   | Agostino Magliani (Sinistra storica) Ad interim (fino al 29 dicembre 1888)   | - Bonaventura Gerardi (fino al 3 gennaio 1889) - Sidney Sonnino (dal 3 gennaio 1889)              |
| Tesoro                                |                                                                              | Costantino Perazzi (Indipendente) (dal 29 dicembre 1888)                     |                                                                              | - Bonaventura Gerardi (fino al 3 gennaio 1889) - Sidney Sonnino (dal 3 gennaio 1889)              |

## Cronologia

### 1887
- 29 luglio - Il governo giura dinnanzi al Re.

### 1889
- 28 febbraio - In seguito ad un’infruttuosa discussione alla Camera dei Deputati sul disegno di legge che aumentava di un decimo l’imposta fondiaria e predisponeva altri provvedimenti finanziari, il governo, non volendo compromettere con un voto parlamentare i grandi interessi dello Stato, dichiara le proprie dimissioni. Il Re dunque, dopo aver avuto infruttuosi colloqui con Giuseppe Biancheri, Domenico Farini e Giuseppe Saracco, conferisce nuovamente l’incarico di formare un governo a Crispi.
- 9 marzo - Con il giuramento del nuovo esecutivo termina ufficialmente l’esperienza di governo.